# سیتروئن برلینگو
سیتروئن برلینگو و پژو پارتنر مجموعه‌ای از ون‌ها هستند که از سال ۱۹۹۶ تولید شده و تحت برند سیتروئن و پژو به بازار عرضه می‌شوند. آنها به عنوان خودروهای تجاری سبک یا به عنوان یک نوع خودروی چند منظوره مسافربری با صندلی های عقب و پنجره فروخته می شوند. آنها در ابتدا محصولی از گروه پی‌اس‌ای بودند که بعداً بخشی از کنگلومرای چند ملیتی استلانتیس شد. نسل سوم همچنین با برند اوپل و واکسول به عنوان کومبو، از سال ۲۰۱۹ توسط تویوتا به عنوان پروایس سیتی و از سال ۲۰۲۲ توسط فیات به عنوان دوبلو به فروش می‌رسد. 
پنل ون‌ها در نسخه‌های مسافربری با نام‌های برلینگو مولتی‌اسپیس و پارتنر کامبی، پارتنر تپی و پژو ریفتر برای نسل سوم در دسترس هستند. در ایتالیا، اولین نسل از پارتنر با نام پژو رَنچ شناخته می‌شد. آنها در ابتدا بر پایه سیتروئن زدایکس/پژو ۳۰۶ استیت کفپوش و تجهیزات مکانیکی بودند. با وجود فضای بار مستطیل شکل و جعبه مانند و جلوی آیرودینامیک، از نظر مفهومی می‌توان آنها را نوادگان سیتروئن ۲سی‌وی پانل ون (AK400) دانست. سیتروئن برلینگو ۲۰۱۸ و پژو پارتنر/ریفتر نیز به دنبال خرید سهام جنرال موتورز در اوپل و واکسول توسط پی‌اس‌ای، طراحی خود را با واکسول/اوپل کمبوی جدید به اشتراک می‌گذارند. 
برلینگو و پارتنر هر دو در نسخه های سی‌ان‌جی و الکتریکی و با موتورهای چهار سیلندر بنزینی و دیزلی تولید شده اند.

## نسل اول (ام۴۲؛ ۱۹۹۶)
نسل اول سیتروئن برلینگو طراحی ساده‌ای داشت و در ژوئیه ۱۹۹۶ عرضه شد. این خودرو توسط پژو با کمی تغییر با نام پارتنر تولید می‌شد.
تا سال ۲۰۱۰، آرژانتین همچنان تولید نسخهٔ فیس‌لیفت نشدهٔ این نسل از برلینگو را ادامه می‌داد. سرانجام در سال ۲۰۱۰ تولید نسخهٔ فیس‌لیفت نسل اول برلینگو در این کشور آغاز گشت.
در سال ۲۰۰۴ این نسل از برلینگو فیس‌لیفت شد. این فیس‌لیفت در واقع تغییراتی بر نمای جلویی این خودرو بود. در این فیس‌لیفت سپر جلو، چراغ‌ها و جلو پنجره متفاوت بود.
نسخهٔ برقی برلینگو I از سال ۱۹۹۸ تا ۲۰۰۵ و نمونهٔ بهبود یافتهٔ این نسخه از سال ۲۰۱۰ تا ۲۰۱۳ تولید می‌شد.

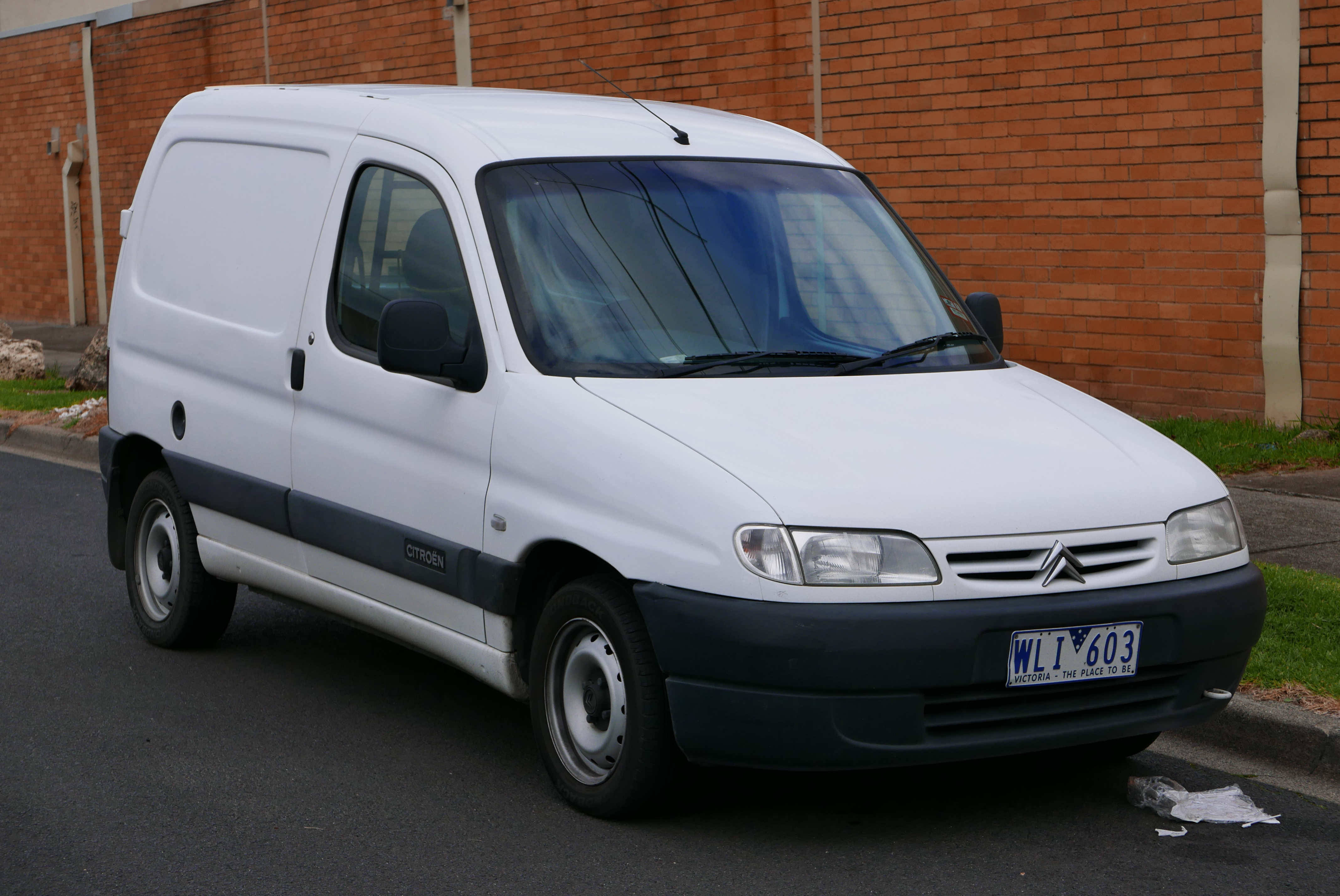
سیتروئن برلینگو I قبل از فیس‌لیفت
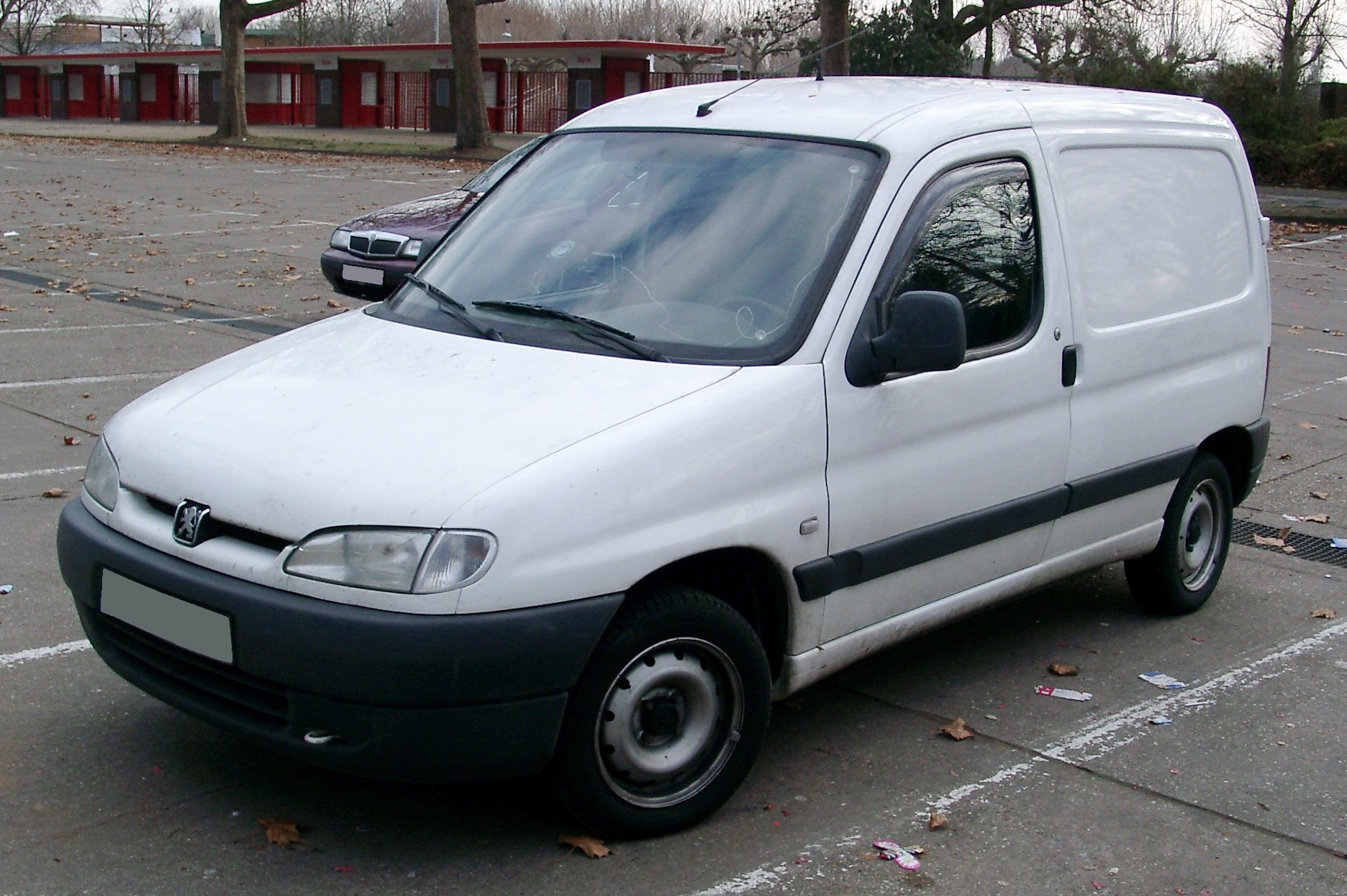
پژو پارتنر I قبل از فیس‌لیفت
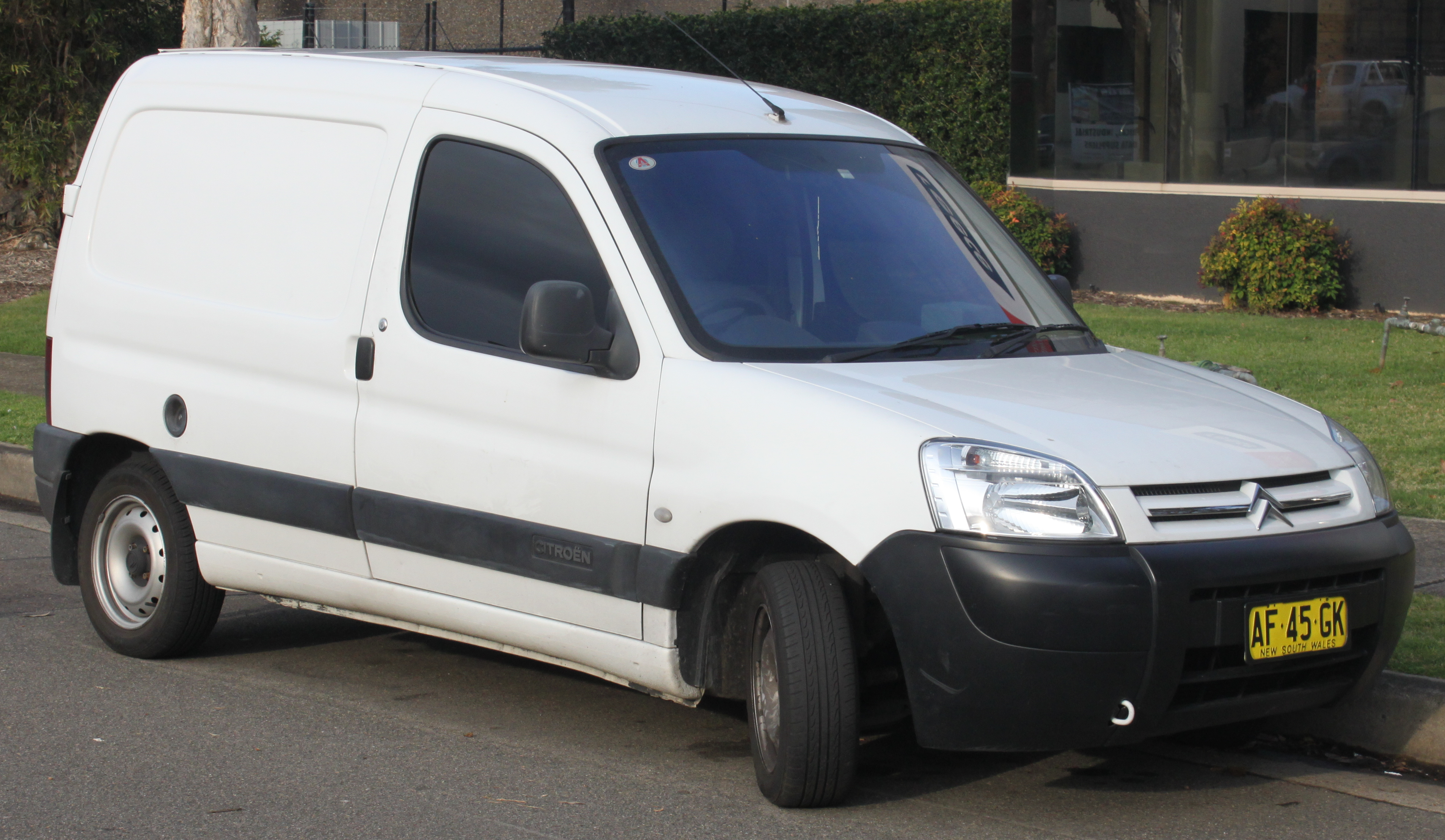
سیتروئن برلینگو I بعد از فیس‌لیفت
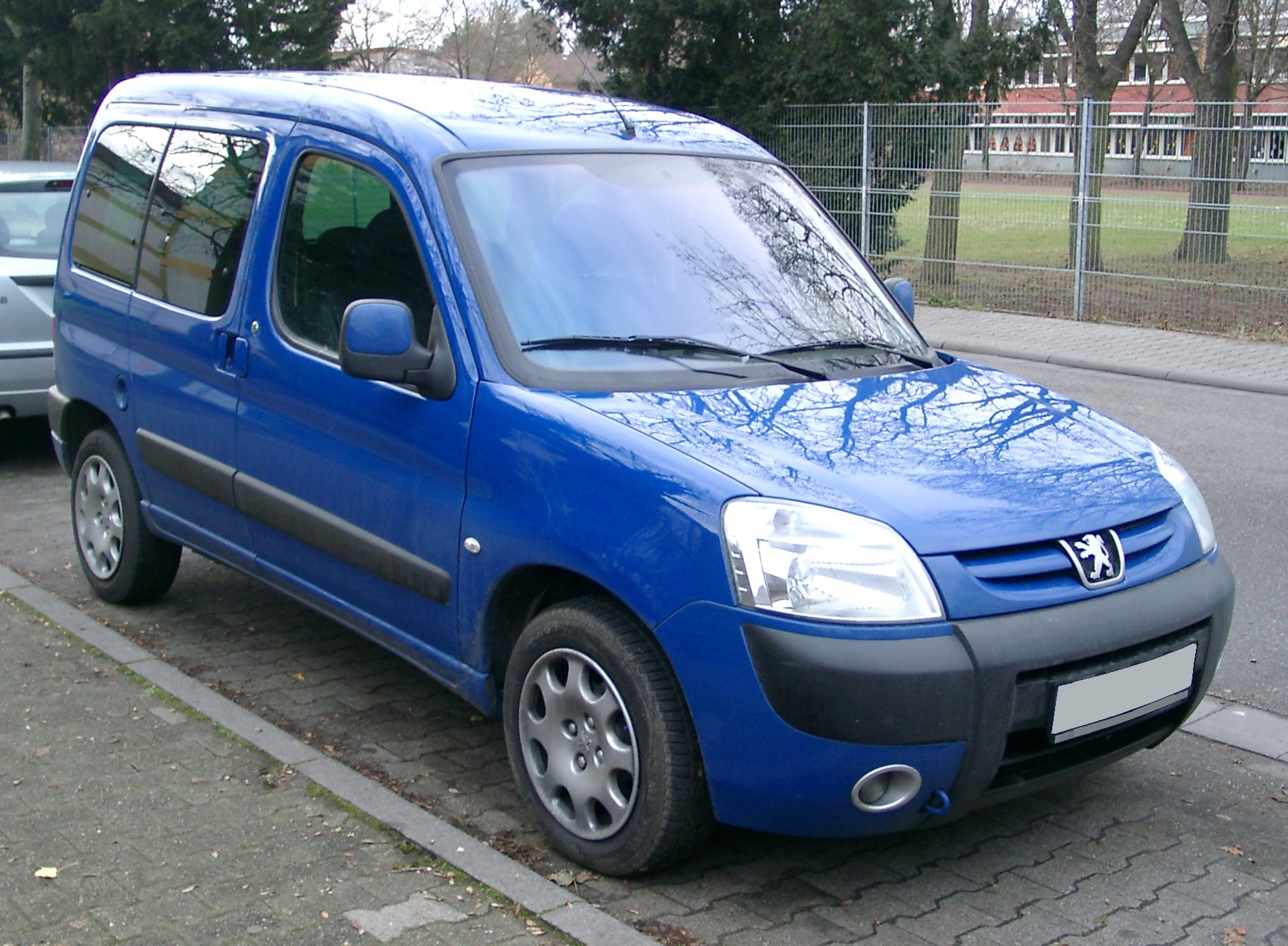
پژو پارتنر I بعد از فیس‌لیفت

## نسل دوم (بی۹؛ ۲۰۰۸)
نسل دوم سیتروئن برلینگو در آوریل ۲۰۰۸ و نسل دوم پژو پارتنر نیز در مه همان سال به بازار عرضه شدند. یک خودروی کوچک‌تر از این خودرو با نام سیتروئن نمو با همکاری فیات و توفاش برروی پلت‌فرم این خودرو توسعه یافت. نسخهٔ برقی برلینگو II در سال ۲۰۱۳ عرضه شد.
نسخه‌های تفریحی این خودروها نام‌های متفاوت برلینگو مولتی‌اسپیس و پارتنر تپی را داشتند.

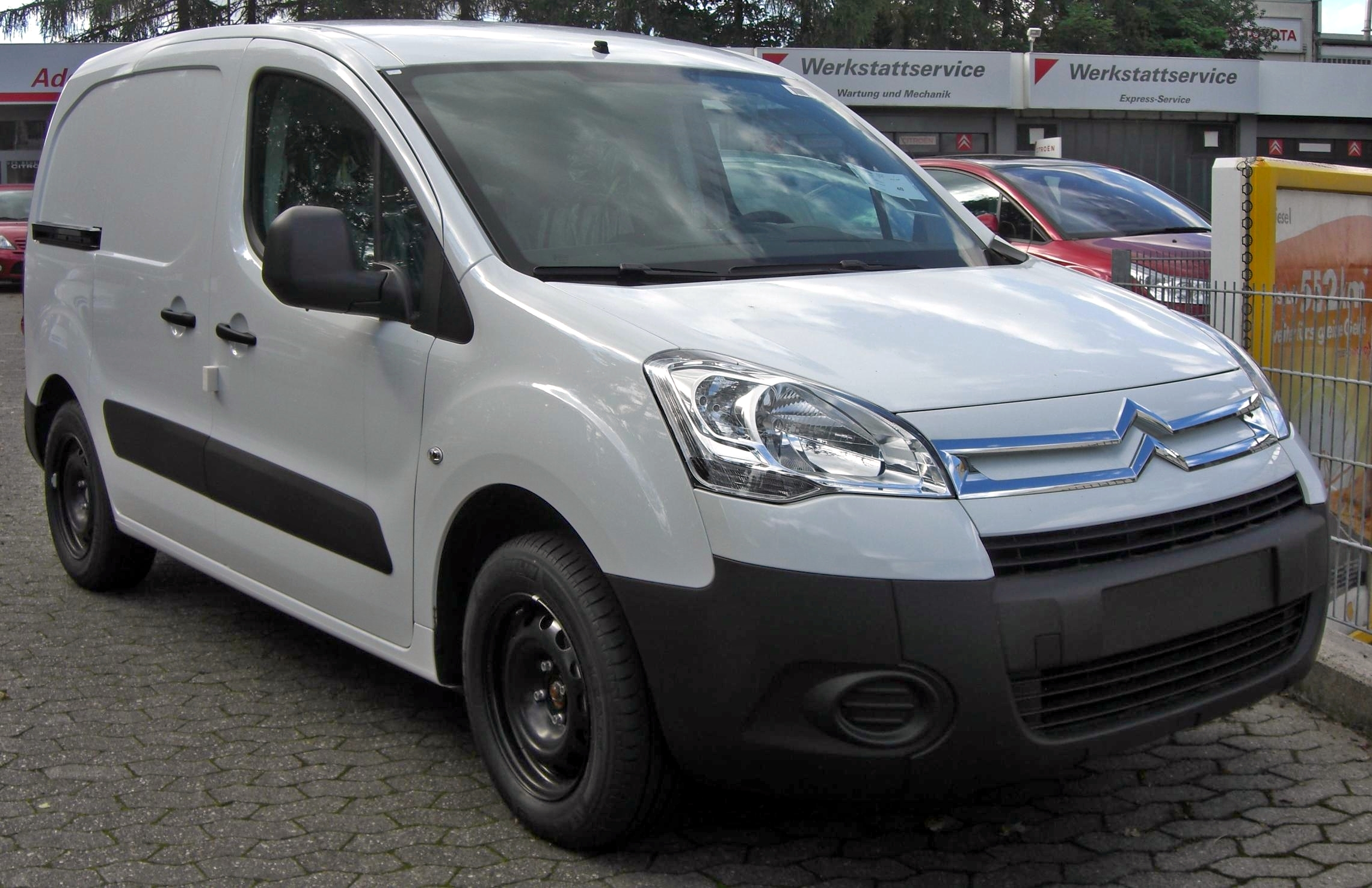
سیتروئن برلینگو II ون
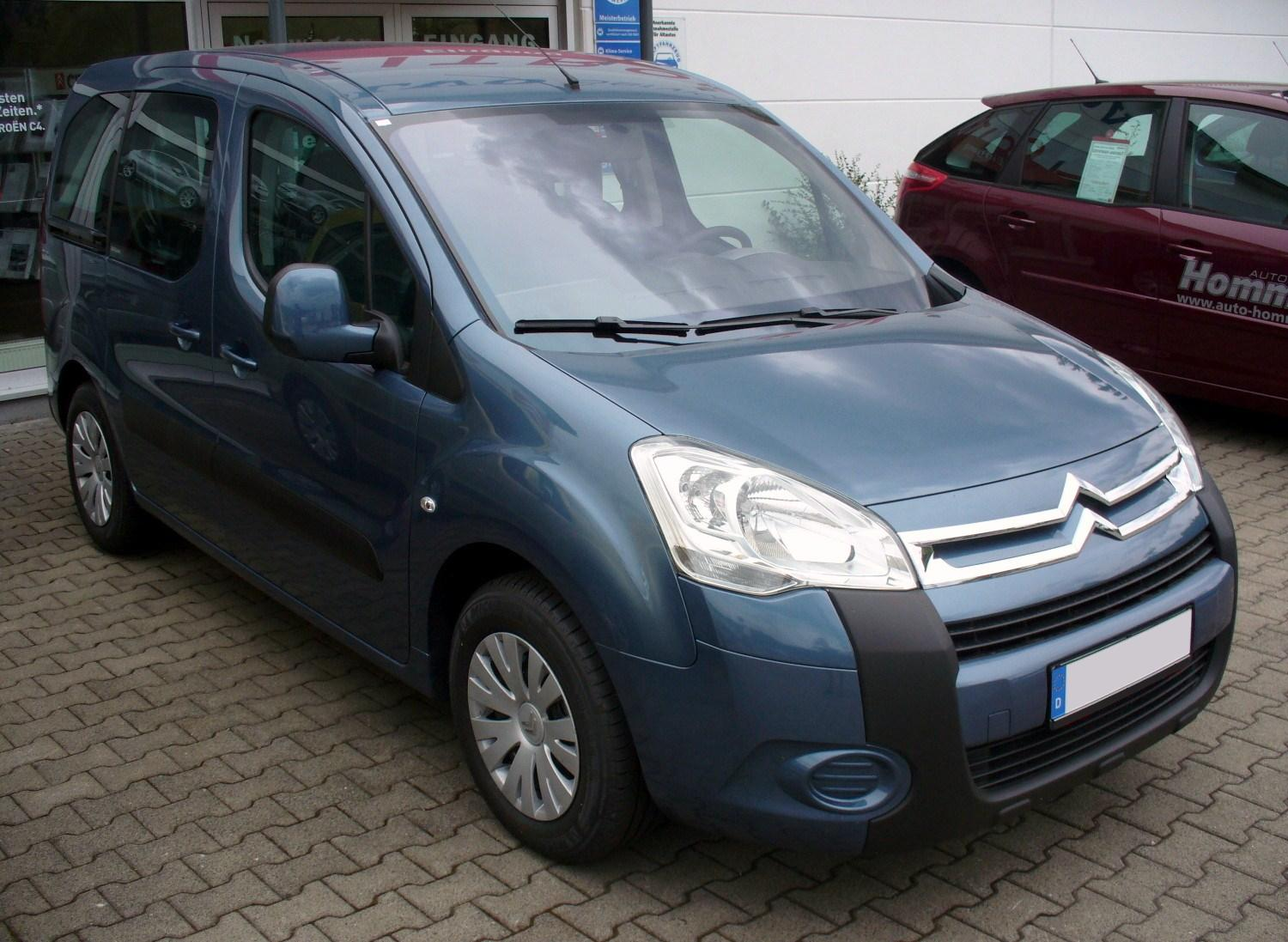
سیتروئن برلینگو II مولتی‌اسپیس
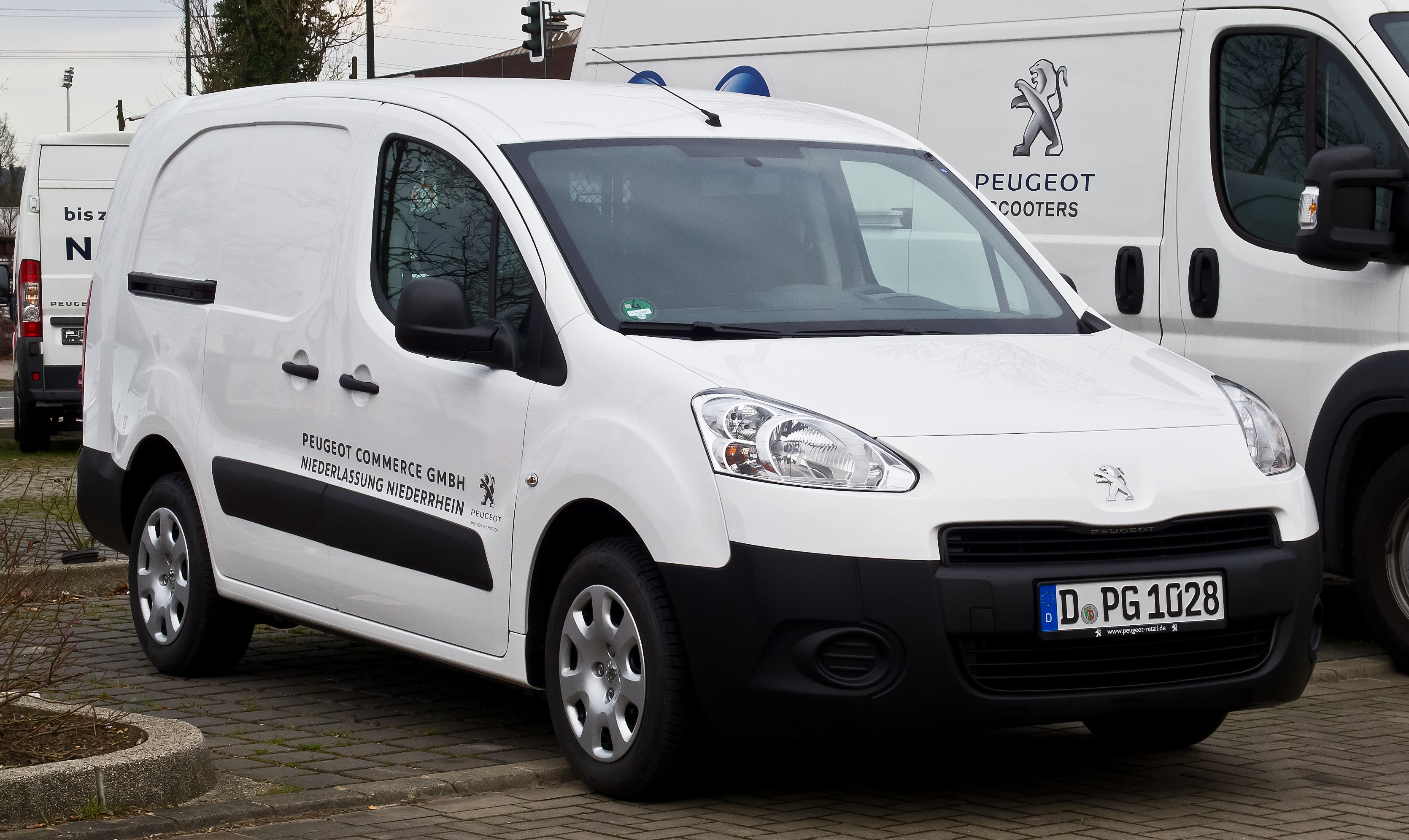
پژو پارتنر II ون
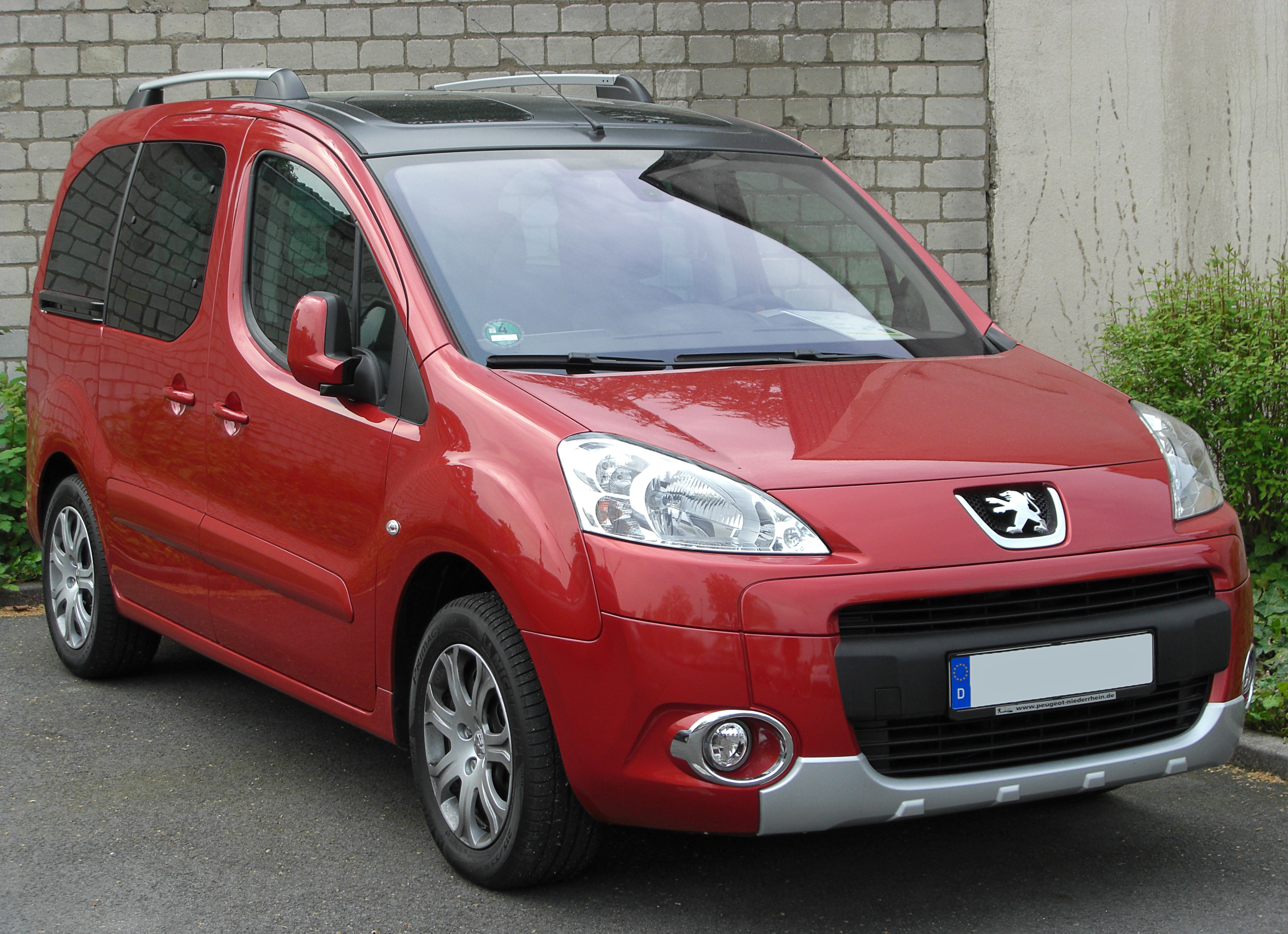
پژو پارتنر II تپی

## نسل سوم (کی۹؛ ۲۰۱۸)
نسل سوم برلینگو و پژو ریفتر در مارس ۲۰۱۸ و در نمایشگاه خودرو ژنو رونمایی شدند.
در ۱۴ ژانویه ۲۰۲۱ سیتروئن از ون برقی ئی-برلینگو پرده برداری کرد. تنها ۶ روز بعد اوپل کومبو-ئی کارگو و واکسول کومبو-ئی نیز عرضه شدند که شباهت‌های بسیاری به ئی-برلینگو داشتند.

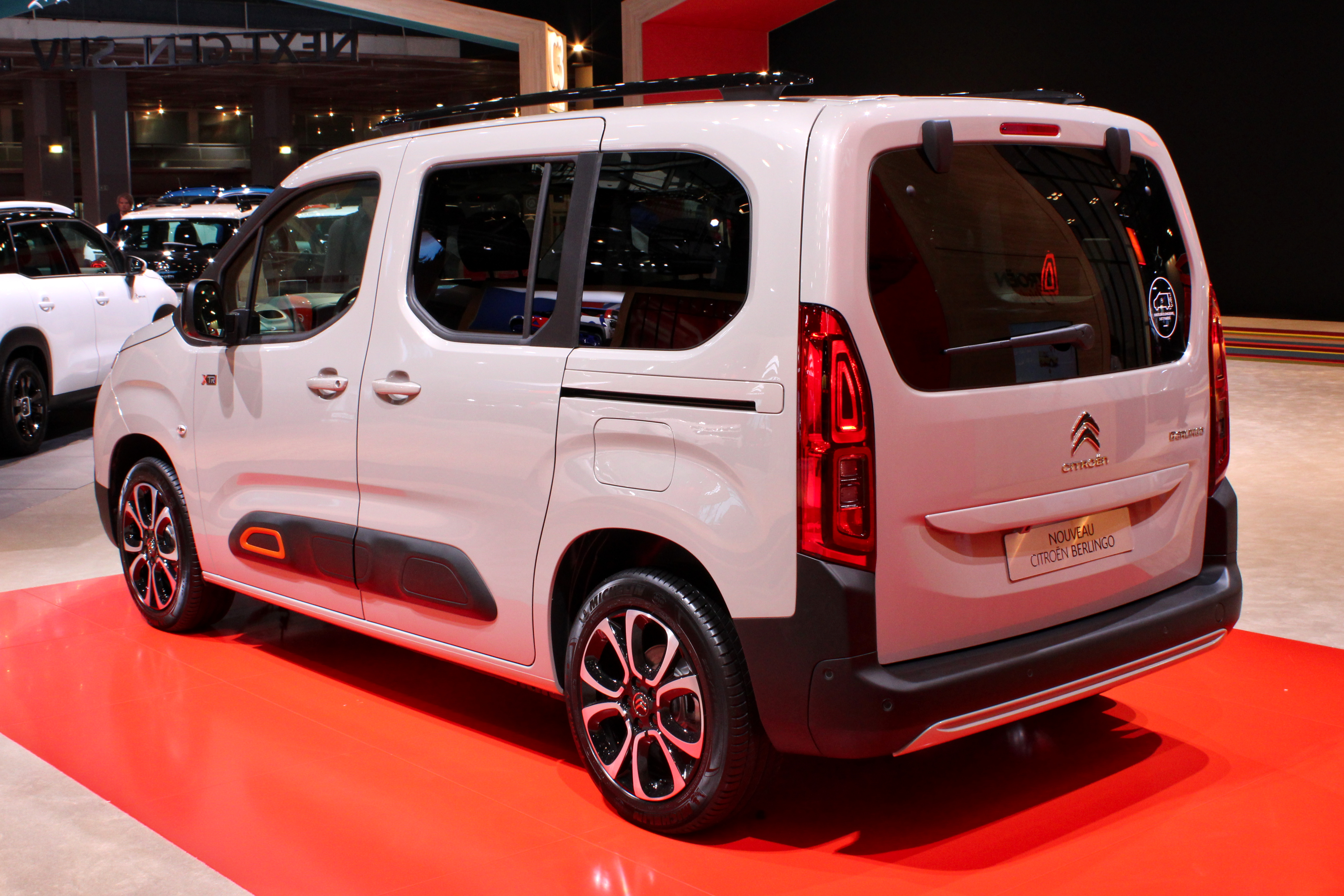
سیتروئن برلینگو III
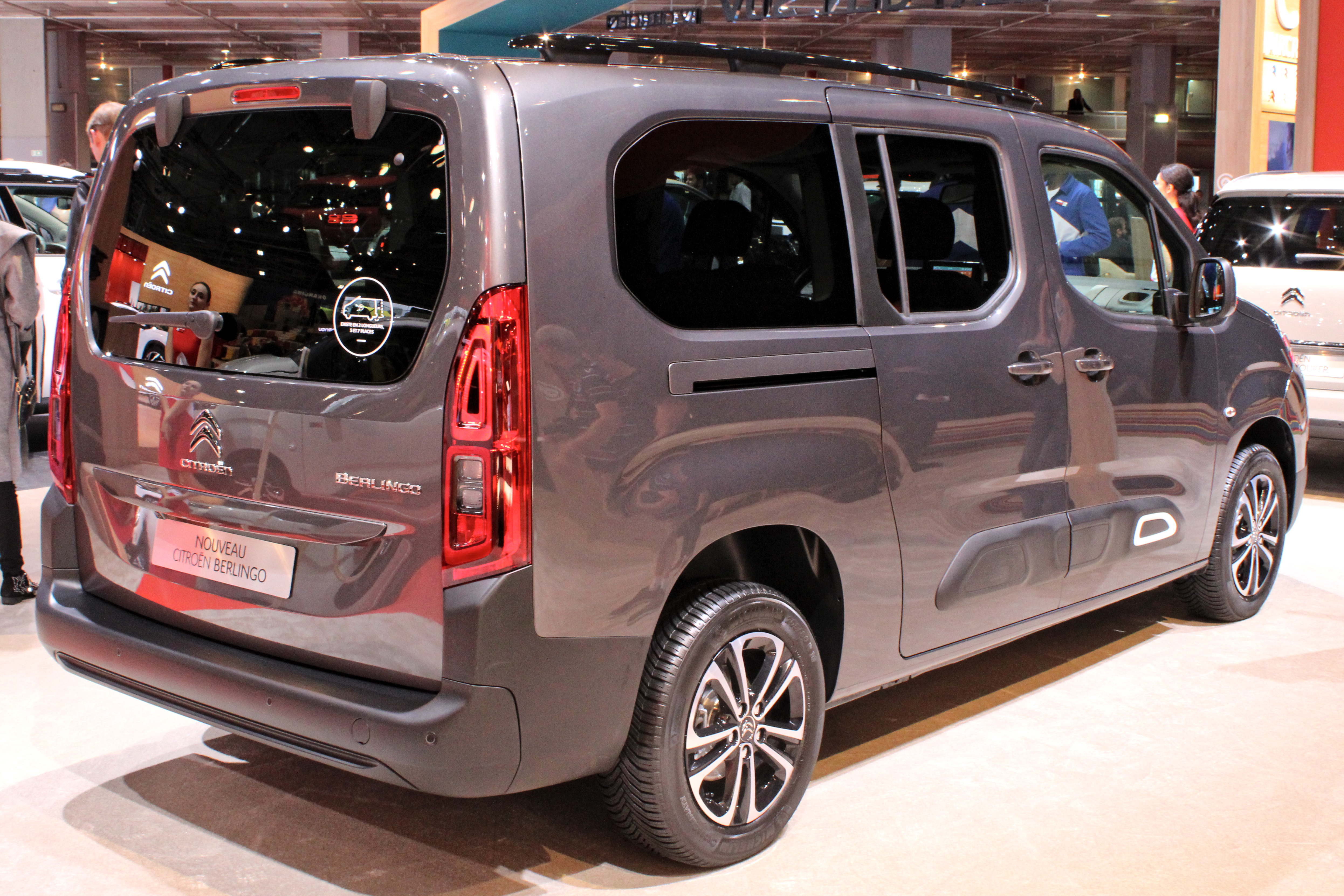
سیتروئن برلینگو III ایکس‌ال
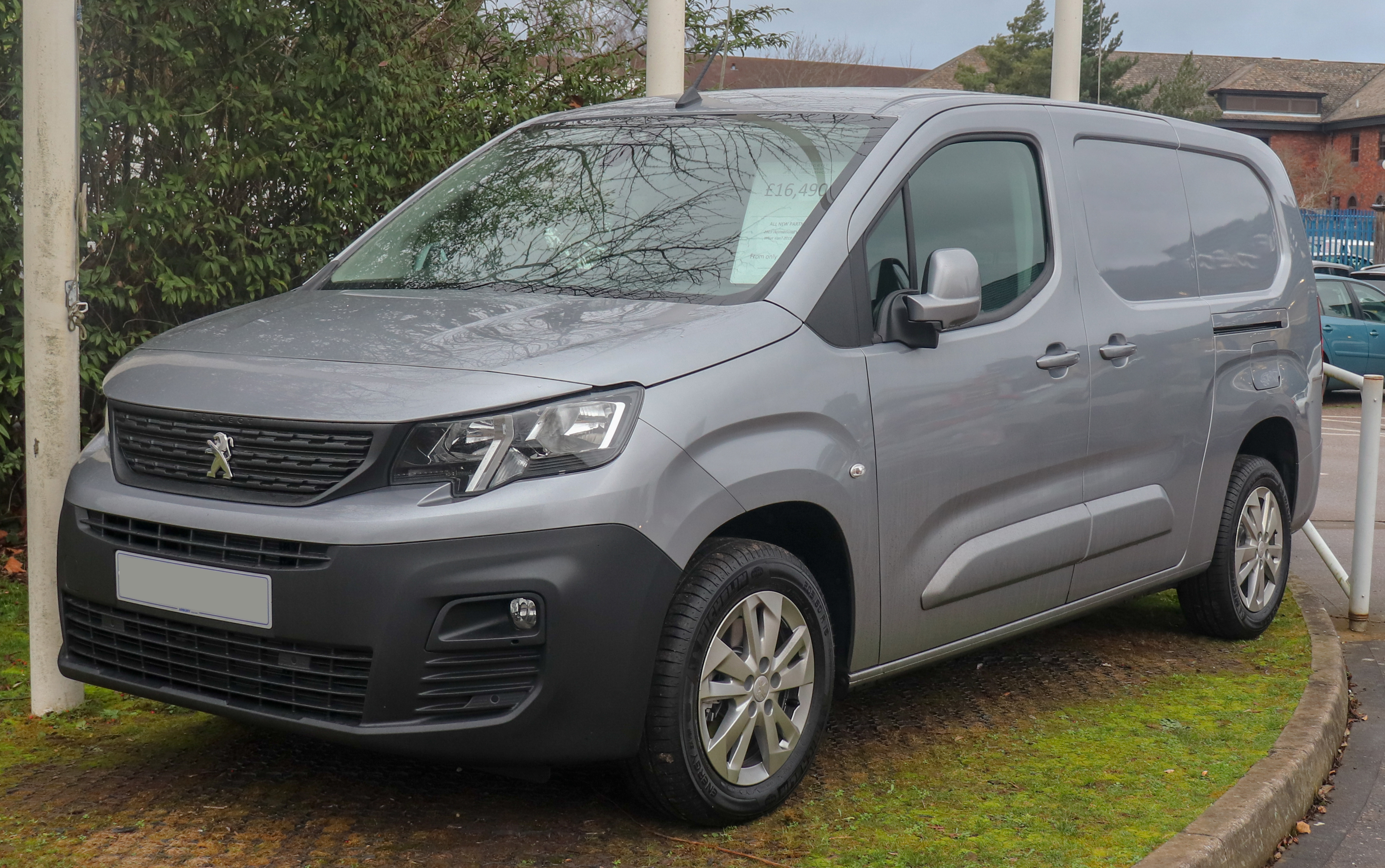
پژو پارتنر III
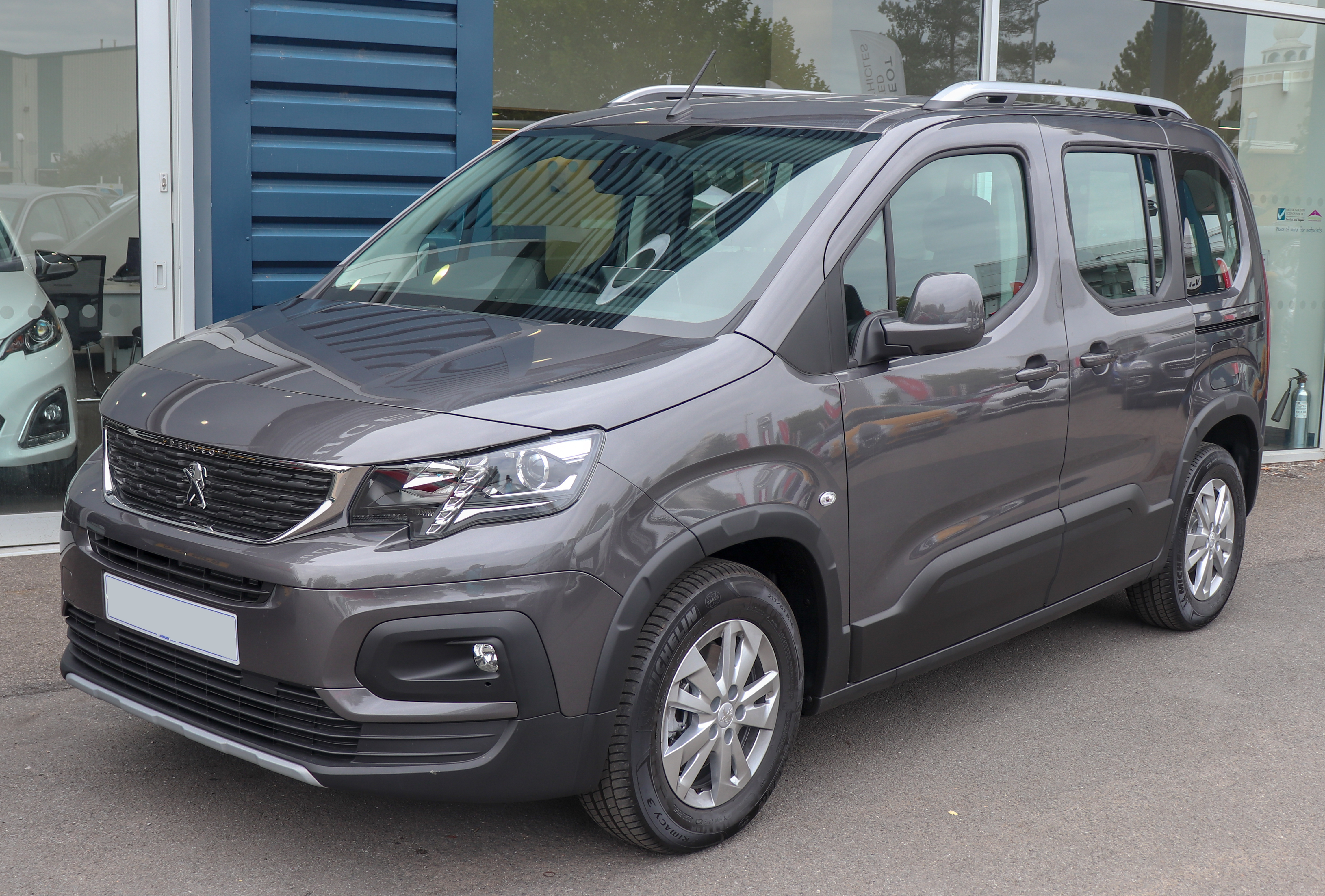
پژو ریفتر
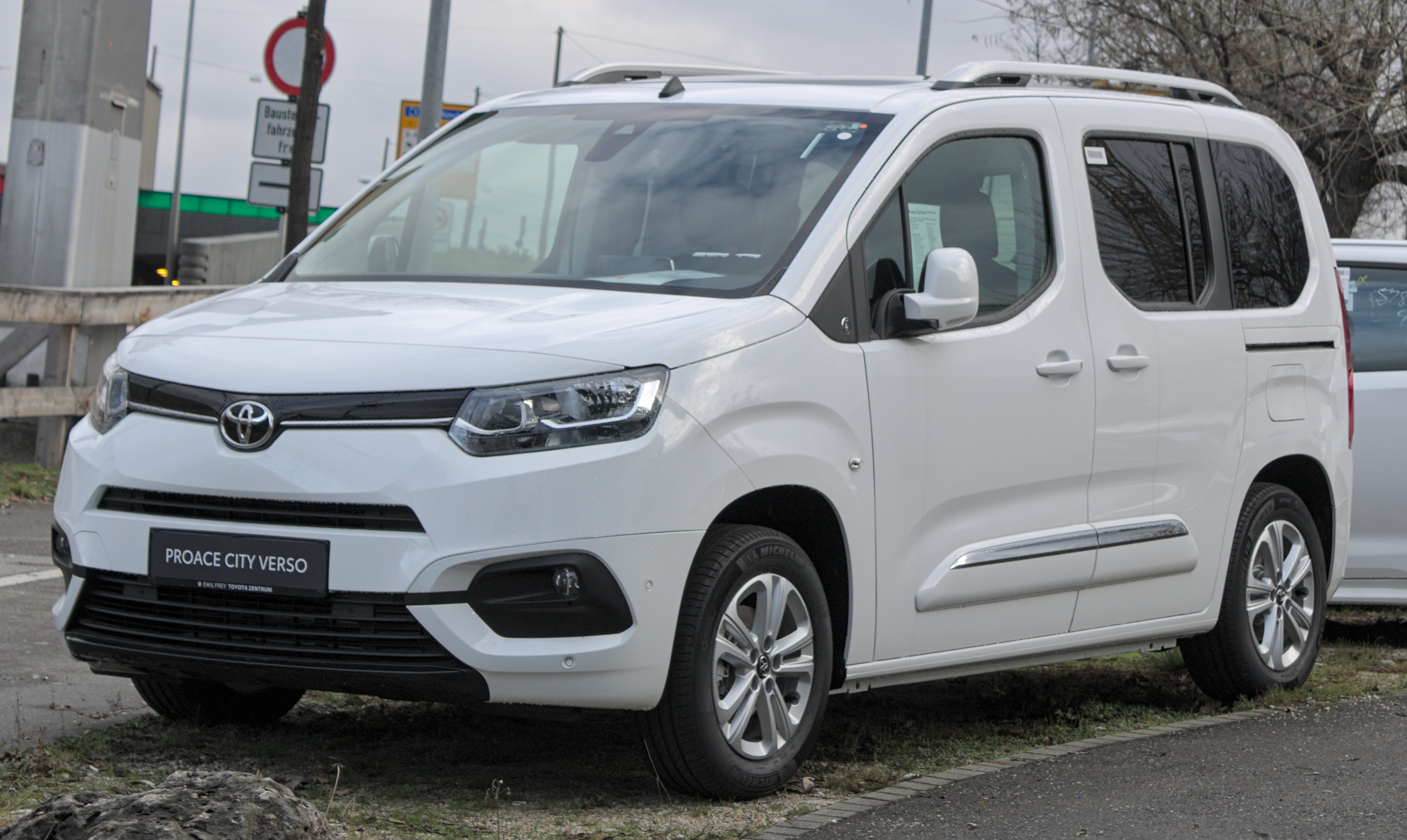
تویوتا پروایس سیتی
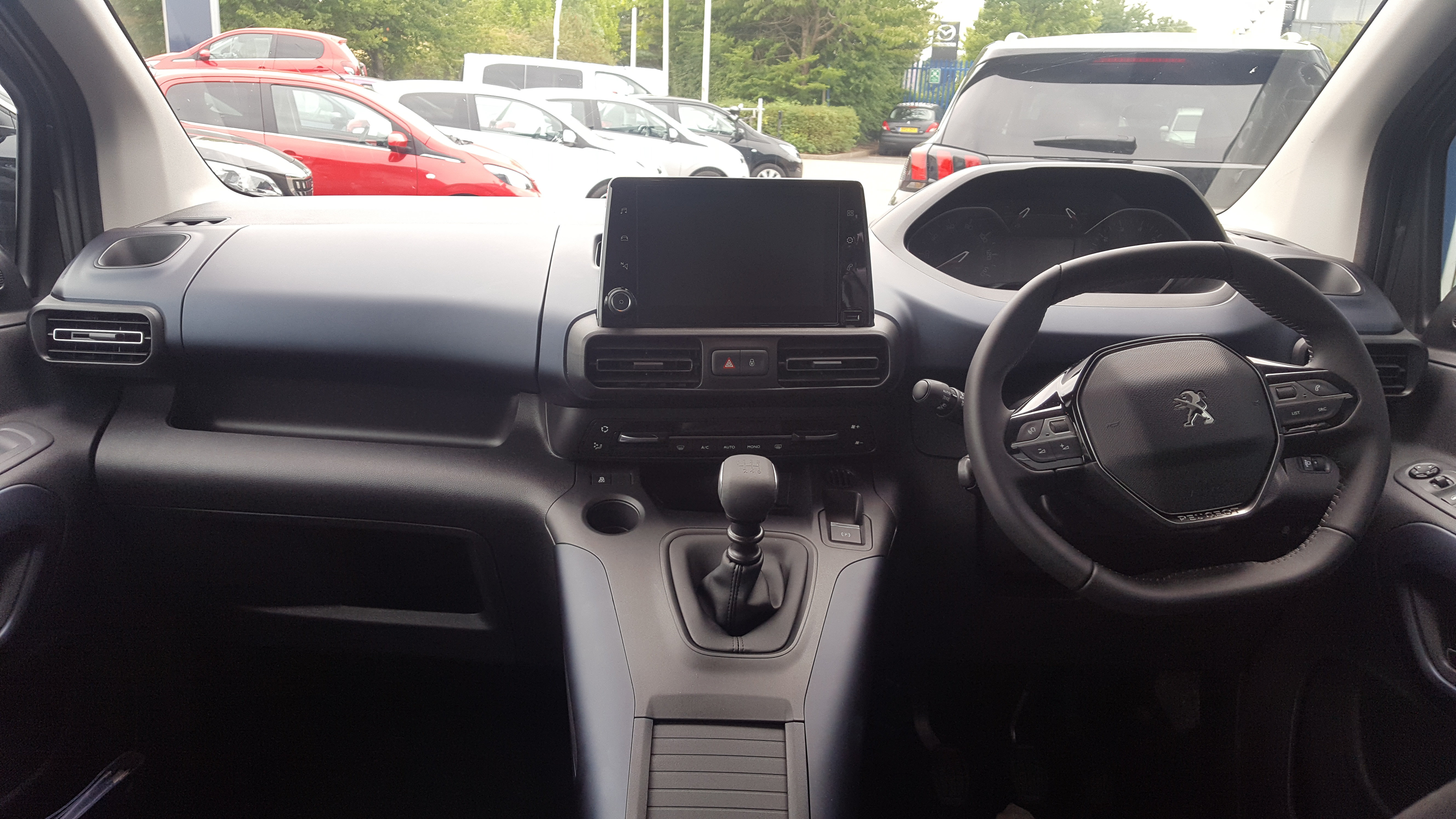
نمای داخلی

## آمار تولید و فروش
| سال  | تولید جهانی | تولید جهانی | فروش جهانی | فروش جهانی | یادداشت                                                                                    |
| سال  | برلینگو     | پارتنر      | برلینگو    | پارتنر     | یادداشت                                                                                    |
| ۲۰۰۸ | ن/م         | ن/م         | ن/م        | ۱۴۷٬۶۰۰    |                                                                                            |
| ۲۰۰۹ | ن/م         | ۱۲۰٬۵۰۰     | ن/م        | ۱۳۳٬۳۰۰    |                                                                                            |
| ۲۰۱۰ | ن/م         | ۱۶۴٬۶۰۰     | ن/م        | ۱۶۰٬۲۰۰    |                                                                                            |
| ۲۰۱۱ | ۱۶۴٬۱۶۲     | ۱۶۷٬۳۶۸     | ۱۶۵٬۸۰۷    | ۱۶۵٬۲۴۰    | مجموع تولید برلینگو به ۲٬۴۴۸٬۲۱۴ دستگاه رسید. مجموع تولید پارتنر به ۱٬۹۶۴٬۰۵۴ دستگاه رسید. |
| ۲۰۱۲ | ۱۳۶٬۸۰۰     | ۱۴۲٬۳۰۰     | ۱۳۹٬۸۰۰    | ۱۴۹٬۸۰۰    | مجموع تولید برلینگو به ۲٬۵۸۵٬۰۰۰ دستگاه رسید. مجموع تولید پارتنر به ۲٬۱۰۶٬۳۰۰ دستگاه رسید. |